# Arsazio di Tarso
Arsazio di Tarso (Tarso, prima del 324 – 11 novembre 405) è stato un arcivescovo bizantino, che ha guidato l'arcidiocesi di Costantinopoli dal 404 al 405, dopo la violenta espulsione di Giovanni Crisostomo. La sua memoria liturgica ricorre l'11 ottobre.

## Biografia
Era il fratello di Nettario, il predecessore di Crisostomo, e aveva ricoperto il ruolo di arcipresbitero sotto Crisostomo. In precedenza suo fratello lo aveva scelto per il vescovato di Tarso e aveva attribuito il suo rifiuto a un ambizioso progetto di diventare suo successore a Costantinopoli. Su questo, afferma Palladio, giurò volontariamente che non avrebbe mai accettato la sede di Costantinopoli.
Dopo aver trascorso il suo ottantesimo anno, il successo dell'intrigo di Elia Eudossia, regina dell'imperatore Arcadio, e Teofilo, Patriarca di Alessandria, contro Crisostomo aprì una via inaspettata per la sua elevazione al trono arcivescovile. Eudossia e il partito ora trionfante volevano per il loro nuovo arcivescovo un facile strumento, sotto la cui autorità avrebbero potuto proteggere la violenza dei loro affari, e lo identificarono in Arsazio. Inoltre, la sua ostilità nei confronti di Crisostomo era stata sufficientemente testimoniata nel sinodo della Quercia, quando apparve come testimone contro di lui e premette con veemenza per la sua condanna.
Fu consacrato arcivescovo il 27 giugno 404. Crisostomo, sentendo la notizia, lo denunciò "come un adultero spirituale e un lupo travestito da pecora". La diocesi rese presto chiaro che il nuovo arcivescovo era considerato come un intruso. Con l'eccezione di alcuni funzionari, i familiari del partito di corte e gli attendenti del favore reale, il popolo di Costantinopoli si rifiutò di partecipare a qualsiasi assemblea religiosa in cui ci si potesse aspettare che fosse presente. Disertando gli edifici sacri, si radunavano nella periferia della città e all'aria aperta.
Arsazio si appellò all'imperatore Arcadio, per ordine del quale, o meglio di Eudossia, furono inviati soldati per disperdere le assemblee suburbane. Coloro che vi avevano preso parte furono arrestati e torturati e iniziò una feroce persecuzione contro i seguaci di Crisostomo. Si apprende da Sozomeno che Arsazio non era personalmente responsabile di queste azioni crudeli; ma gli mancava la forza di carattere per offrire una decisa opposizione all'operato del suo clero. Fecero ciò che volevano e Arsazio ne subì la colpa.
La posizione di Arsazio divenne insostenibile. Invano tutti i vescovi e il clero che, abbracciando la causa di Crisostomo, si erano rifiutati di riconoscerlo, furono cacciati dall'Oriente il 18 novembre 404. Questo non fece che diffondere il male in maniera più ampia. L'intero episcopato occidentale si rifiutò di riconoscerlo, e papa Innocenzo I, che aveva accolto calorosamente gli interessi di Crisostomo, scrisse al clero e ai laici di Costantinopoli condannando fermamente l'intrusione di Arsazio e esortandoli a perseverare nella loro adesione al loro vero arcivescovo. Non sorprende che l'episcopato di Arsazio sia stato breve e che un debole personaggio sfinito dalla vecchiaia avrebbe presto lasciato il posto a una tempesta di opposizione così universale.
Morì l'11 novembre 405.

## Genealogia episcopale
La genealogia episcopale è:
- Patriarca Teofilo di Alessandria
- Arcivescovo Arsazio di Tarso